# Juan Pablo Varillas
Juan Pablo Varillas Patiño-Samudio (Lima, 6 ottobre 1995) è un tennista peruviano.
Ha vinto diversi titoli in singolare nei tornei minori, ha disputato una semifinale nel circuito ATP e ha raggiunto la 60ª posizione della classifica mondiale nel giugno 2023. Ha esordito nella squadra peruviana di Coppa Davis nel 2015.

## Carriera

### 2012-2018, primi titoli ITF ed esordio in Coppa Davis
Fa la sua prima isolata apparizione tra i professionisti nel 2012 in un torneo ITF peruviano e comincia a giocare con continuità dall'ottobre 2013. In novembre disputa il primo incontro in un torneo Challenger. Nell'agosto 2014 disputa le prime finali ITF in carriera al torneo Peru F4, vince quella in doppio e viene sconfitto in quella di singolare. Nel marzo 2015 fa il suo esordio con una sconfitta nella squadra peruviana di Coppa Davis. Dopo aver perso le prime 5 finali ITF disputate in singolare, nel marzo 2018 vince il primo titolo di specialità al Turkey F9.

### 2019, primi titoli Challenger e top 200 nel ranking
Nel luglio 2019 disputa la sua prima finale Challenger nel torneo di doppio della San Benedetto Tennis Cup, e in coppia con Sergio Galdós viene sconfitto dai gemelli Ivan e Matej Sabanov. Il mese dopo vince la medaglia di bronzo ai Giochi Panamericani nel torneo di doppio di nuovo in coppia con Galdós. A ottobre dello stesso anno vince il primo torneo Challenger in singolare a Campinas battendo in finale Juan Pablo Ficovich, seguita la settimana seguente dal successo al Santo Domingo Open, dove ha la meglio in finale su Federico Coria dopo aver eliminato tra gli altri il nº 76 del ranking Federico Delbonis. Con questi due risultati guadagna 171 posizioni nella classifica mondiale e si porta alla 161ª. La vittoria a Campinas è la prima di un tennista peruviano nel circuito Challenger in singolare dopo il titolo conquistato nel 2008 da Luis Horna.

### 2020, esordio nel circuito maggiore
Nel febbraio 2020, dopo aver tentato invano le qualificazioni all'ATP 250 di Córdoba, le supera a Santiago e al suo esordio nel tabellone principale di un torneo ATP sconfigge in due set Filip Horanský, prima di essere eliminato da Albert Ramos Viñolas, risultati che lo portano al 135º posto mondiale, nuovo best ranking. Ha quindi inizio la pausa del tennis mondiale per la pandemia di COVID 19 e al rientro verso fine stagione non ottiene risultati di rilievo.

### 2021, due titoli Challenger e quarti di finale in un torneo ATP
Nel marzo 2021, come l'anno precedente supera le qualificazioni a Santiago, grazie ai successi nel tabellone principale su João Sousa e Federico Coria si spinge per la prima volta in carriera fino ai quarti in un torneo ATP, dove viene eliminato da Cristian Garín. In aprile perde la finale in doppio al Challenger Garden Open I di Roma in coppia con Paolo Lorenzi. Il mese dopo raggiunge due finali consecutive nei Challenger di Biella V e di Zagabria, vince la prima ai danni di Guido Andreozzi e soccombe in tre set nella seconda contro Sebastián Báez. Con questi risultati si porta alla 130ª posizione del ranking. In luglio si qualifica per la prima volta nel tabellone principale di un torneo ATP 500 ad Amburgo, supera anche il primo turno e viene eliminato da Benoit Paire. Due settimane più tardi fa il suo debutto olimpico ai Giochi di Tokyo e perde al primo turno contro Diego Schwartzman. In settembre viene sconfitto in finale al Challenger di Ambato e il giorno dopo sale alla 117ª posizione del ranking. Due settimane più tardi vince a Santiago il secondo Challenger stagionale.

### 2022, un titolo Challenger, quarti di finale a Gstaad e top 100
Continua a migliorare la classifica nel 2022, eliminato nelle qualificazioni agli Australian Open 2022, le supera in febbraio al torneo ATP di Córdoba, al primo turno elimina Facundo Bagnis ed è costretto al ritiro durante il match di secondo turno. Nella sfida di Coppa Davis vinta 3-1 contro la Bolivia si impone in entrambi i singolari e in doppio. A fine marzo viene sconfitto nella finale del Santa Cruz Challenger II da Paul Jubb, e con le semifinali raggiunte a Pereira e al Tigre II in maggio porta il best ranking alla 104ª posizione. Supera per la prima volta le qualificazioni in una prova del Grande Slam al Roland Garros e al primo turno viene eliminato dal nº 9 del mondo Félix Auger-Aliassime dopo aver vinto i primi due set. Supera le qualificazioni anche all'ATP 250 di Gstaad e per la seconda volta in carriera si spinge fino ai quarti di finale nel circuito maggiore con i successi su Lorenzo Sonego e sul nº 19 del mondo Roberto Bautista Agut, prima di essere eliminato da Dominic Thiem. Raggiunge il secondo turno nel successivo ATP 250 di Kitzbühel e a fine torneo entra per la prima volta nella top 100 del ranking, alla 97ª posizione. I suoi successi a Lima contro Nicolás Jarry e Alejandro Tabilo sono gli unici punti del Perù nella sfida di Coppa Davis vinta 3-2 dal Cile. Perde la finale al Challenger di Campinas contro il britannico Jan Choinski e a novembre si aggiudica il titolo al Challenger di São Leopoldo battendo in finale Facundo Bagnis.

### 2023, prima semifinale ATP, quarto turno al Roland Garros e top 60
A inizio 2023 supera per la prima volta le qualificazioni agli Australian Open ed esce al primo turno, risultati con cui porta il best ranking al 94º posto. Raggiunge la prima semifinale in un torneo ATP all'Argentina Open e viene sconfitto da Cameron Norrie dopo aver eliminato tra gli altri Dominic Thiem e nei quarti il nº 20 del mondo Lorenzo Musetti. Con il secondo turno raggiunto al successivo Rio Open sale al 76º posto mondiale. Ad aprile raccoglie solo 4 giochi nella finale del Challenger 125 di Sanremo contro Luca Van Assche. Vince il suo primo incontro in un torneo del Grande Slam al Roland Garros sconfiggendo Shang Juncheng, si spinge fino al quarto turno con i sorprendenti successi al quinto set sul nº 24 del mondo Roberto Bautista Agut e sul nº 14 Hubert Hurkacz ed esce dal torneo per mano di Novak Đoković, che vincerà il titolo; con questi risultati porta il best ranking alla 60ª posizione. I migliori risultati del periodo successivo sono i quarti di finale raggiunti allo Swiss Open Gstaad e la sua prima vittoria in carriera agli US Open, superando al primo turno il nº 46 ATP Miomir Kecmanović. A fine stagione vince un incontro all'ATP del Chengdu Open e raggiunge i quarti di finale ATP anche ad Anversa.

### 2024-2025, due titoli Challenger e crollo nel ranking
Inizia il 2024 con 7 sconfitte consecutive, tra cui quella agli Australian Open, e a febbraio esce dalla top 100. Vi fa rientro il mese successivo vincendo il Santiago Challenger - primo titolo dopo 17 mesi - sconfiggendo in finale Facundo Bagnis. Nel prosieguo della stagione raggiunge una sola semifinale nei Challenger e a dicembre esce dalla top 200 del ranking. Torna a vincere un titolo Challenger nel gennaio 2025 a Tigre superando in finale Daniel Vallejo.

## Statistiche

### Tornei minori

#### Singolare

##### Vittorie (12)
| Legenda tornei minori |
| Challenger (7)        |
| ITF (5)               |

| Nº  | Data             | Torneo                                                  | Superficie  | Avversario in finale | Punteggio        |
| 1.  | 11 marzo 2018    | Turkey F9, Adalia                                       | Terra rossa | Dennis Novak         | 6-4, 6-4         |
| 2.  | 1 luglio 2018    | Belgium F2, Arlon                                       | Terra rossa | Zizou Bergs          | 7-6(6), 4-6, 6-1 |
| 3.  | 17 marzo 2019    | M15 Cancun, Cancún                                      | Cemento     | Naoki Nakagawa       | 3-6, 6-3, 6-4    |
| 4.  | 12 maggio 2019   | M15 Pensacola, Pensacola                                | Terra rossa | Harrison Adams       | 6-2, 6-4         |
| 5.  | 8 settembre 2019 | M25 Trieste, Trieste                                    | Terra rossa | Alexander Erler      | 6(6)-7, 6-1, 6-4 |
| 6.  | 6 ottobre 2019   | Campeonato Internacional de Tênis de Campinas, Campinas | Terra rossa | Juan Pablo Ficovich  | 2-6, 7-6(4), 6-2 |
| 7.  | 13 ottobre 2019  | Santo Domingo Open, Santo Domingo                       | Terra verde | Federico Coria       | 6-3, 2-6, 6-2    |
| 8.  | 9 maggio 2021    | Biella Challenger Outdoor V, Biella                     | Terra rossa | Guido Andreozzi      | 6-3, 6-1         |
| 9.  | 10 ottobre 2021  | Santiago Challenger II, Santiago del Cile               | Terra rossa | Sebastián Báez       | 6-4, 7-5         |
| 10. | 20 novembre 2022 | São Léo Open, São Leopoldo                              | Terra rossa | Facundo Bagnis       | 7-6(5), 4-6, 6-4 |
| 11. | 17 marzo 2024    | Santiago Challenger, Santiago del Cile                  | Terra rossa | Facundo Bagnis       | 6-3, 6-2         |
| 12. | 19 gennaio 2025  | Challenger de Tigre, Buenos Aires                       | Terra rossa | Daniel Vallejo       | 6-2, 7-5         |

##### Sconfitte in finale (14)
| Legenda tornei minori |
| Challenger (5)        |
| ITF (9)               |

| Nº  | Data              | Torneo                                            | Superficie  | Avversario in finale   | Punteggio           |
| 1.  | 31 agosto 2014    | Peru F4, Arequipa                                 | Terra rossa | Filipe Brandao         | 4-6, 6-4, 4-6       |
| 2.  | 16 ottobre 2016   | Ecuador F1, Quito                                 | Terra rossa | Iván Endara            | 6-4, 1-6, 6(1)-7    |
| 3.  | 20 novembre 2016  | Colombia F7, Pereira                              | Terra rossa | Juan Sebastián Gómez   | 7-6(4), 1-6, 3-6    |
| 4.  | 9 aprile 2017     | Turkey F13, Adalia                                | Terra rossa | Alexis Musialek        | 3-6, 7-6(5), 6(1)-7 |
| 5.  | 7 maggio 2017     | Turkey F17, Adalia                                | Terra rossa | Dennis Novak           | 2-6, 2-6            |
| 6.  | 18 marzo 2018     | Turkey F10, Adalia                                | Terra rossa | Ivan Nedelko           | 2-6, 6(3)-7         |
| 7.  | 13 maggio 2018    | Turkey F18, Adalia                                | Terra rossa | Jules Okala            | 2-6, 2-6            |
| 8.  | 31 marzo 2019     | M15 Cancun, Cancún                                | Cemento     | Facundo Mena           | 6-4, 3-6, 6-1       |
| 9.  | 30 giugno 2019    | M25+H Arlon, Arlon                                | Terra rossa | Jeroen Vanneste        | 5-7, 6(5)-7         |
| 10. | 16 maggio 2021    | Zagreb Open, Zagabria                             | Terra rossa | Sebastián Báez         | 3-6, 6-3, 6-1       |
| 11. | 26 settembre 2021 | Ambato La Gran Ciudad, Ambato                     | Terra rossa | Thiago Agustín Tirante | 5-7, 5-7            |
| 12. | 27 marzo 2022     | Santa Cruz Challenger II, Santa Cruz de la Sierra | Terra rossa | Paul Jubb              | 3-6, 6(5)-7         |
| 13. | 10 ottobre 2022   | Campeonato Internacional de Campinas, Campinas    | Terra rossa | Jan Choinski           | 4-6, 4-6            |
| 14. | 2 aprile 2023     | Sanremo Challenger, Sanremo                       | Terra rossa | Luca Van Assche        | 1-6, 3-6            |

#### Doppio

##### Vittorie (4)
| Legenda tornei minori |
| Challenger (0)        |
| ITF (4)               |

| Nº | Data           | Torneo             | Superficie  | Compagno         | Avversari in finale                | Punteggio        |
| 1. | 31 agosto 2014 | Peru F4, Arequipa  | Terra rossa | Jorge Panta      | Ryusei Makiguchi Devin McCarty     | 6-3, 3-6, [10-6] |
| 2. | 30 aprile 2017 | Turkey F16, Adalia | Terra rossa | Martín Cuevas    | Joel Cannell James Frawley         | 6-2, 6-4         |
| 3. | 2 giugno 2019  | M25+H Bacau, Bacău | Terra rossa | Alejandro Tabilo | Alexander Merino Manuel Peña López | 7-6(5), 7-6(4)   |
| 4. | 16 giugno 2019 | M25 Huelva, Huelva | Terra rossa | Sergio Galdós    | Mateusz Kowalczyk Maciej Smola     | 6-2, 6-4         |

##### Sconfitte in finale (3)
| Nº | Data             | Torneo                                             | Superficie  | Compagno      | Avversari in finale                  | Punteggio        |
| 1. | 13 novembre 2016 | Costa Rica F1, San José                            | Cemento     | Raleigh Smith | Farris Fathi Gosea Cameron Silverman | 6-3, 4-6, [4-10] |
| 2. | 21 luglio 2019   | San Benedetto Tennis Cup, San Benedetto del Tronto | Terra rossa | Sergio Galdós | Ivan Sabanov Matej Sabanov           | 4-6, 6-4, [5-10] |
| 3. | 25 aprile 2021   | Garden Open I, Roma                                | Terra rossa | Paolo Lorenzi | Sadio Doumbia Fabien Reboul          | 7-6(5), 7-5      |